# Dave Winer

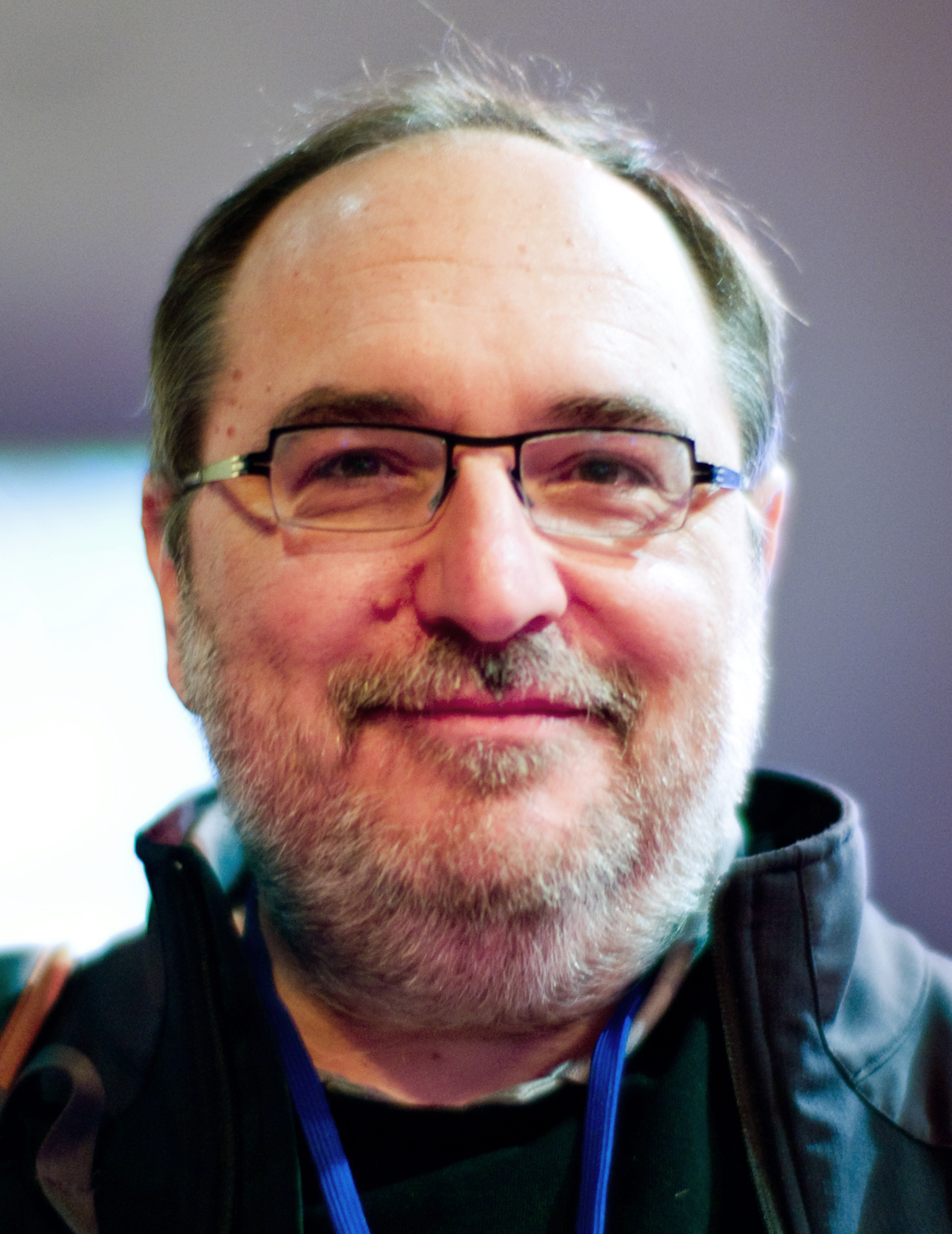
Dave Winer, 2007

Dave Winer (* 2. Mai 1955 in Brooklyn, New York City) ist ein US-amerikanischer Softwareentwickler, Unternehmer und Autor in New York City. Winer ist bekannt für Gliederungseditoren, Scripting, Content-Management und Webservices, ebenso für Blogging und Podcasting. Er ist der Gründer der Software-Firmen Living Videotext und Userland Software, ehemaliger Kolumnist des Web Magazins HotWired, Verfasser des Scripting News Blog, ehemaliger Forschungsstipendiat an der Harvard University, und zur Zeit Gastwissenschaftler am Arthur L. Carter Journalism Institute der New York University.

## Herkunft und Ausbildung
Winer wurde am 2. Mai 1955 in Brooklyn geboren als Sohn von Eve Winer, Ph.D., einer Schulpsychologin, und Leon Winer, Ph.D., vormals Professor an der Columbia University Graduate School of Business, der am 3. Oktober 2009 verstarb. Winer ist auch der Großneffe des freien Schriftstellers Arno Schmidt und ein Verwandter von Hedy Lamarr. Er absolvierte die Bronx High School of Science im Jahr 1972. Winer erwarb 1976 den Titel eines Bachelor in Mathematik an der Tulane University in New Orleans. Er erhielt 1987 den Titel eines Master of Science in Informatik von der University of Wisconsin–Madison.

## Karriere

### Frühwerk: Gliederungseditoren
Dave Winer wurde 1979 bei Personal Software angestellt, wo er an seiner eigenen Idee namens VisiText arbeitete, seinem ersten Versuch, ein markttaugliches Produkt mit einer „expand and collapse“ Gliederungsansicht herzustellen. Er verließ die Firma 1981 und gründete Living Videotext, um das damals noch immer unfertige Produkt auf den Markt zu bringen. Der Firmensitz war Mountain View, Kalifornien, und der Betrieb stellte in kurzer Zeit über 50 Mitarbeiter an.
ThinkTank, ein Gliederungseditor, der auf Visitext beruhte, kam 1983 für den Apple II heraus und wurde als „Ideen-Prozessor“ angepriesen. Die Software wurde zum „ersten populären Gliederungseditor; das Produkt, das den Sammelbegriff etablierte.“ ThinkTank wurde 1984 auch für den IBM PC aufgelegt.
Ready, ein Gliederungseditor für den IBM PC, der 1985 aufgelegt wurde und auf dem „Terminate and Stay Resident“ Prinzip beruhte, war ein Markterfolg, wurde jedoch bald vom Konkurrenzprodukt Borlands verdrängt.
MORE, 1986 für den Apple Macintosh aufgelegt, verband einen Gliederungseditor mit einem Präsentationsprogramm. Diese Software wurde der „unangefochtene Marktführer“ und gewann 1986 den MacUser's Editor’s Choice Preis als „Bestes Produkt“.
Auf der Höhe des Erfolgs verkaufte Winer Living Videotext 1987 an Symantec für eine unbezifferte, jedoch stattliche Beteiligung, die „ein Vermögen wert“ war. Winer arbeitete weiterhin bei Symantecs Living Videotext Abteilung, verließ die Firma aber nach sechs Monaten, um anderen Herausforderungen nachzugehen.

### Jahre bei UserLand Software
Winer gründete Userland Software 1988 und leitete die Firma als Geschäftsführer bis 2002.
Nach dem fehlgeschlagenen Versuch, UserLands Hauptprodukt Frontier als Skriptsprache für den Mac zu etablieren, entzündete sich Winers Interesse am Web Publishing, als er im November 1994 bei der Automation der Online-Zeitung Hand anlegte, die von den Streikenden im Zeitungs-Streik von San Francisco herausgegeben wurde, und damit, laut Newsweek, das „Net Publishing revolutionierte.“ Winer konzentrierte in der Folge die Energien seiner Firma auf Web Publishing Produkte, die er selbst enthusiastisch bewarb, und die er auf experimentierfreudige Weise beim Entwickeln seiner Websites einsetzte. Eines dieser Produkte war Frontiers NewsPage Suite, mit der Winer sein Scripting News Blog unterhielt und die von einer Gruppe Nutzern aufgenommen wurde, die „mit ihren eigenen Sites herumzuspielen begannen in der Manier von Scripting News.“ Unter diesen Nutzern befanden sich insbesondere Chris Gulker und Jorn Barger, die das Blogging als sozial vernetzte Praxis definierten.
Winer wurde 1997 von der renommierten Konferenz-Veranstalterin Seybold Seminars als Berater aufgrund seiner „Pionier-Arbeit in Web-Publishing Systemen“ eingestellt. Beflissen, die „in hartem Wettbewerb stehende Arena der High-End-Web-Entwicklung“ zu betreten, begann Winer darauf mit Microsoft das XML-RPC Protokoll zu entwickeln. Dies führte in Zusammenarbeit mit Don Box, Bob Atkinson and Mohsen Al-Ghosein auch zu SOAP.
Um „sehr viel zeitgerechtere Informationen“ anbieten zu können, entwarf Winer im Dezember 1997 ein XML-Content-Syndication-Format, das er auf seinem Scripting News Blog umsetzte, und damit einen frühen Beitrag zu Content-Syndication im Web leistete. Im Dezember 2000 befanden sich unter den konkurrierenden RSS-Varianten mehrere Spezifikationen von Netscapes RSS, Winers RSS 0.92, und ein auf RDF-beruhendes RSS 1.0. Winer entwickelte RSS 0.92 weiter und brachte 2002 eine Version namens RSS 2.0 heraus. Winers Befürwortung von Content-Syndication im Allgemeinen und RSS 2.0 im Besonderen überzeugte viele Nachrichten-Organisationen, ihre Inhalte in diesem Format bereitzustellen. Die New York Times traf zum Beispiel im Frühjahr 2002 ein Abkommen mit UserLand Software, viele ihrer Artikel im RSS 2.0 Format zu veröffentlichen.
Mit Produkten und Diensten, die auf seinem Frontier-System beruhten, wurde Winer 1999 zu einem Marktführer in Blogging-Applikationen, sowie zu einem „führenden Evangelisten der Weblogs.“
Im Jahr 2000 entwickelte Winer die Outline Processor Markup Language (OPML), ein XML-Format für Gliederungen, das ursprünglich als Dateiformat für Radio UserLands Gliederungs-Applikation diente, seither jedoch andere Anwendungen gefunden hat, wie zum Beispiel Feed-Listen zwischen Feedreadern auszutauschen.
Winer wurde 2002 von InfoWorld unter den „Zehn Größten Technologie-Innovatoren“ genannt.
Im Juni 2002 unterzog sich Winer einer Bypass-Operation, um einem Herzinfarkt vorzubeugen, und trat darauf als Geschäftsführer von UserLand Software zurück. Er blieb allerdings Mehrheitsaktionär der Firma und beanspruchte Weblogs.com als Privatbesitz.

### Autor
Als „einer der fruchtbarsten Inhalts-Produzenten in der Geschichte des Webs“ absolvierte Winer eine lange Karriere als Autor und zählt als eine der „einflussreichsten Web Stimmen“ des Silicon Valley.
Er lancierte DaveNet, ein „Bewusstseins-Strom Mitteilungsblatt per E-mail verteilt“ im November 1994 und unterhielt Web-Archive dieser „albernen und informativen“ 800-Wort Kolumnen seit dem Januar 1995, womit er sich im März 1995 einen Cool Site of the Day Preis verdiente. DaveNet war seit Beginn eine beliebte Lektüre unter führenden Köpfen der Online-Industrie. Unzufrieden mit der Qualität der Berichterstattung in der Fachpresse über Apple und, insbesondere, über seine eigene Frontier Software, sah Winer DaveNet als Chance, die konventionellen Nachrichten-Kanäle der Softwareindustrie zu „umgehen“. Er „ergötzte sich an der neuen direkten E-mail Verbindung, die er mit seinen Kollegen und Berufsgenossen hergestellt hatte, und an der neu gewonnenen Fähigkeit, damit die Medien zu umgehen.“ In den frühen Jahren benutzte Winer DaveNet oft, um seiner Frustration gegenüber der Geschäftsleitung Apples Ausdruck zu verleihen. Als Folge seiner oft ungehaltenen Kritik wurde er zum „Berüchtigtsten unter den verstimmten Apple-Entwicklern.“ Redigierte DaveNet Kolumnen erschienen wöchentlich im Web Magazin HotWired zwischen Juni 1995 und Mai 1996. DaveNet wurde 2004 eingestellt.
Winer lancierte Scripting News, anerkannt als „eines der ältesten Blogs“ im Februar 1997 und wurde damit bekannt als „Protoblogger“ bzw. als „Vorvater des Bloggens.“ Scripting News begann als „ein Zuhause für Links, beiläufige Beobachtungen und Ephemera“ und erlaubte es Winer, „seine Rollen als weithin gelesener Kommentator und ambitionierter Unternehmer“ miteinander zu vermengen. Als „fortlaufend aktualisiertes Abbild, wie man in den 1990-er Jahren Web-Software schrieb“ wurde die Website zur „allgemein anerkannten Pflichtlektüre der Branchen-Kenner.“ Scripting News erscheint bis heute.

### Akademische Anstellungen
Winer verbrachte ein Jahr als Forschungsbeauftragter am Berkman Center for Internet & Society der Harvard Law School, wo er über die Verwendung von Blogs in der Ausbildung arbeitete. Dort lancierte er die Harvard Weblogs und hielt die ersten beiden BloggerCon Konferenzen ab. Winers Beauftragung endete im Juni 2004.
Winer wurde 2010 als Gastwissenschaftler an das Arthur L. Carter Journalism Institute der New York University berufen.

## Projekte

### 24 Hours of Democracy
Im Februar 1996, als Kolumnist beim Web Magazin HotWired angestellt, organisierte Winer 24 Hours of Democracy, ein online Protest gegen die soeben verabschiedete Communications Decency Act. Über 1000 Beiträger, unter ihnen Microsoft-Gründer Bill Gates, posteten auf dem Web ihre Essays zum Thema Demokratie und Bürgerrechte.

### Edit This Page
Seit dem Dezember 1999 führte Winer einen unentgeltlichen Blog Hosting Dienst namens EditThisPage.com, und behauptete im Februar 2001 „ungefähr 20.000 Sites“ zu hosten. Der Dienst wurde im Dezember 2005 eingestellt.

### Podcasting
Winer hat sich verdient gemacht um die „Erfindung des Podcasting-Modells.“ Er unterhält auch einen eignen Podcast, Morning Coffee Notes.

### BloggerCon
BloggerCon ist eine Unkonferenz für Blogger. BloggerCon I (October 2003) and II (April 2004), wurden von Winer am Berkman Center for the Internet and Society der Harvard University abgehalten. BloggerCon III fand an der Stanford University am 6. November 2004 statt.

### Weblogs.com
Weblogs.com stellte einen unentgeltlichen Blogping-Dienst zur Verfügung, der von vielen Blogging Applikationen genutzt wurde, sowie unentgeltliches Hosting für viele Blogger. Nachdem er Userland Software verlassen hatte, beanspruchte Winer Weblogs.com als persönliches Eigentum und suspendierte Mitte Juni 2004 den unentgeltlichen Blog Hosting Dienst ohne jede Vorwarnung, angeblich wegen fehlender Ressourcen und persönlicher Probleme. Eine schnelle und geordnete Migration von Winers Server wurde ermöglicht durch die Hilfe von Rogers Cadenhead, den Winer beauftragt hatte, den Server auf eine stabilere Plattform zu überführen.
Im Oktober 2005 kaufte VeriSign den Weblogs.com Blogping-Dienst von Winer und versprach, dass dessen freie Dienste weiterhin kostenfrei bleiben. Die Podcasting Site audio.weblogs.com war ebenfalls im Kaufpreis von $2.3 Millionen enthalten.

### Share your OPML
Winer eröffnete Share your OPML als „Allmende für den Austausch von Gliederungen, Feeds und Taxonomien“ im Mai 2006. Die Site ermöglichte es ihren Benutzern, Blogrolls und Feedreader-Abonnemente via OPML auszutauschen. Winer schloss diesen Dienst im Januar 2008.

### Rebooting the News
Seit 2009 arbeitet Winer mit Jay Rosen, einem Journalismus-Dozenten an der New York University an Rebooting the News, einem wöchentlichen Podcast über Technologie und Innovation im Journalismus.

## Einzelbelege
1. ↑  Dave  Winer: Getting back to New York. In: Scripting News. 20. Juni 2010, abgerufen am 30. Juni 2010.
2. ↑  Dave Winer: Spindler Speaks! In: DaveNet. 27. Dezember 1994, abgerufen am 10. Juni 2009.
3. ↑  Dave Winer’s Personal Website: Curriculum Vitae
4. 1 2 3  Michael Swaine: Calling Apple's Bluff. In: Dr. Dobb's. 1. September 1991, abgerufen am 8. Juni 2009.
5. ↑  Erik Sandberg-Diment: 'First idea processor'. In: New York Times. 17. Mai 1983, abgerufen am 10. Mai 2009.
6. ↑  Erik Sandberg-Diment: New Software for making note scribbling easier. In: New York Times. 1. April 1986, abgerufen am 4. Juni 2009.
7. ↑  Dave Winer: Get up, and do it again. In: DaveNet. 12. April 1995, archiviert vom Original (nicht mehr online verfügbar) am 19. März 2012; abgerufen am 8. Juni 2009.
8. 1 2  Dave Winer: Outliners & Programming. In: Userland. 1988, archiviert vom Original (nicht mehr online verfügbar) am 2. Dezember 2000; abgerufen am 15. August 2008.
9. ↑  Eddy Awards 1986. In: MacUser. 1986, archiviert vom Original (nicht mehr online verfügbar) am 14. Februar 2001; abgerufen am 19. Mai 2009.
10. ↑  Esther Dyson: Critical Mass. (PDF) In: Release 1.0. 9. Juli 1987, abgerufen am 8. Juni 2009.
11. ↑  Software Units Plan to Merge. In: New York Times. 9. Juli 1987, abgerufen am 4. Juni 2009.
12. 1 2  Paulina Borsook: Keeping the faith. In: Upside. Band 8, Nr. 11, November 1996, ISSN 1052-0341, S. 102–108.
13. 1 2  Scott Rosenberg: Say Everything: How Blogging Began, What It's Becoming, and Why It Matters. E-Book Auflage. Crown, New York 2009, ISBN 978-0-307-45138-5, The unedited voice of a person: Dave Winer, S. 50.
14. ↑  50 For The Future. In: Newsweek. 27. Februar 1995, archiviert vom Original (nicht mehr online verfügbar) am 5. Oktober 2012; abgerufen am 10. Mai 2009.
15. 1 2 3 4  Scott Rosenberg: Say Everything: How Blogging Began, What It's Becoming, and Why It Matters. E-Book Auflage. Crown, New York 2009, ISBN 978-0-307-45138-5, The unedited voice of a person: Dave Winer, S. 59.
16. ↑  Rudolf Ammann: Proceedings of the 20th ACM conference on hypertext and hypermedia. ACM, Turin, Italien 2009, ISBN 978-1-60558-486-7, Jorn Barger, the NewsPage network and the emergence of the weblog community, S. 279–288, doi:10.1145/1557914.1557962 (tawawa.org [abgerufen am 15. Juli 2009]).
17. ↑  The Seybold Institute. In: Seybold Seminars. 1997, archiviert vom Original (nicht mehr online verfügbar) am 18. Oktober 1997; abgerufen am 23. Mai 2010.
18. ↑  David Morgenstern: Frontier blazing Internet trail. In: MacWeek. 26. Juni 1998, archiviert vom Original (nicht mehr online verfügbar) am 18. Juni 2000; abgerufen am 31. Mai 2010.
19. ↑  Dan Gillmor: Small portals prove that size matters. In: San Jose Mercury News. 6. Dezember 1998, abgerufen am 20. Juli 2010.
20. ↑  Tim O’Reilly: Blogging and the Wisdom of Crowds. O’Reilly and Associates, 30. September 2005, archiviert vom Original (nicht mehr online verfügbar) am 18. Mai 2006; abgerufen am 29. Januar 2007.
21. ↑  Winer, Dave: Scripting News in XML. In: Scripting News. 15. Dezember 1997, abgerufen am 31. Oktober 2006.
22. ↑  RSS 2.0 specification
23. ↑  Old data update tool gains new converts. CNET News, 20. März 2003, abgerufen am 26. Januar 2007.
24. ↑  NYTimes.com Expands Its RSS Feeds to 27 Categories. New York Times (press release), 20. Juli 2004, abgerufen am 26. Januar 2007.
25. ↑  Dan Gillmor: We the Media: Grassroots Journalism by the People, for the People. 2004, The Read-Write Web (authorama.com [abgerufen am 31. Mai 2010]).
26. 1 2 3 4  Edward Cone: Almost Famous. In: Wired. Band 9, Nr. 5, Mai 2001 (wired.com [abgerufen am 13. Mai 2009]).
27. ↑  Jon Udell: Top ten technology innovators: Dave Winer. In: Infoworld. 27. Februar 2002, archiviert vom Original (nicht mehr online verfügbar) am 4. November 2004; abgerufen am 13. Mai 2009.
28. ↑  Dave Winer: An untold story of UserLand. In: Scripting News. 12. März 2007, abgerufen am 8. August 2008.
29. ↑  K. C. Jones: NowPublic Lists Silicon Valley's Most Influential Web Voices. In: Information Week. 31. Juli 2008, archiviert vom Original (nicht mehr online verfügbar) am 9. August 2008; abgerufen am 11. Mai 2009.  Info: Der Archivlink wurde automatisch eingesetzt und noch nicht geprüft. Bitte prüfe Original- und Archivlink gemäß Anleitung und entferne dann diesen Hinweis.
30. ↑  John Markoff: An Internet Critic Who Is Not Shy About Ruffling the Big Names in High Technology. In: New York Times. 9. April 2001, abgerufen am 9. Mai 2009.
31. ↑  Chris Nolan: Talk is Cheap. In: San Jose Mercury News. 13. Oktober 1997.
32. ↑  Dave Winer: What is an Agent? In: DaveNet. 2. Januar 1995, abgerufen am 21. Februar 2011.
33. ↑  Still Cool Archive. In: Cool Site of the Day. März 1995, archiviert vom Original (nicht mehr online verfügbar) am 8. Dezember 2010; abgerufen am 24. Februar 2011.  Info: Der Archivlink wurde automatisch eingesetzt und noch nicht geprüft. Bitte prüfe Original- und Archivlink gemäß Anleitung und entferne dann diesen Hinweis.
34. ↑  Jerry Michalski: What's a zine? In: Release 1.0. Band 13, Nr. 6, 23. Juni 1995, S. 1–24.
35. ↑  Dan Gillmor: We the Media: Grassroots Journalism by the People, for the People. 2004, From Tom Paine to Blogs and Beyond (authorama.com [abgerufen am 13. Mai 2009]).
36. ↑  David F. Gallagher: A rift among bloggers. In: New York Times. 10. Juni 2002, abgerufen am 22. Januar 2011.
37. ↑  Rudolf Ammann: Scripting News: Launched on 1 February 1997. In: Tawawa. 27. März 2010, abgerufen am 2. Februar 2011.
38. ↑  Dan Mitchell: A Bubble Watcher Watches Google. In: New York Times. 2. Dezember 2006, abgerufen am 10. Mai 2009.
39. ↑  Scott Gilbertson: A DIY Data Manifesto. In: Webmonkey. 3. Februar 2011, abgerufen am 5. März 2011.
40. ↑  Scott Rosenberg: Say Everything: How Blogging Began, What It's Becoming, and Why It Matters. E-Book Auflage. Crown, New York 2009, ISBN 978-0-307-45138-5, The unedited voice of a person: Dave Winer, S. 58.
41. ↑  Paul Festa: Newsmaker: Blogging comes to Harvard as. CNET, 25. Februar 2003, abgerufen am 25. Januar 2007.
42. ↑  Jay Rosen: Dave Winer, Welcome to NYU. In: Rebooting the News. 14. Januar 2010, archiviert vom Original (nicht mehr online verfügbar) am 20. Dezember 2010; abgerufen am 21. Januar 2011.
43. ↑  "24 Hours In Democracy" Protests Telecom Act. In: Newsbytes. 22. Februar 1996.
44. ↑  Next Step on the Net. In: The Washington Post. 26. Februar 1996, S. A18.
45. ↑  Dave Winer: EditThisPage.Com. In: DaveNet. 8. Dezember 1999, abgerufen am 10. Juni 2009.
46. ↑  Dave Winer: How to Make Money on the Internet v2.0. In: DaveNet. 13. Februar 2001, abgerufen am 10. Juni 2009.
47. ↑  Susan A. Kitchens: Bye bye, (free) Editthispage! In: 20/20 Hindsight. 28. November 2005, abgerufen am 10. Juni 2009.
48. ↑  Tony Long: This Day In Tech. In: Wired. 16. Oktober 2009, abgerufen am 5. März 2011.
49. ↑  Dave Winer: An occasional podcast. In: Morning Coffee Notes. Archiviert vom Original (nicht mehr online verfügbar) am 7. Juli 2009; abgerufen am 12. Juni 2009.
50. ↑  Staci D. Kramer: Two Cities, Two Gatherings for Two Kinds of Content Creators. In: Online Journalism Review. 19. November 2004, abgerufen am 17. August 2008.
51. ↑  Timothy Lord: Hosting Service Closes 3000 Blogs Without Notice. In: Slashdot. 15. Juni 2004, abgerufen am 11. Mai 2009.
52. ↑  Timothy Lord: Slashback: Munich, Harlan, Alacrity. In: Slashdot. 17. Juni 2005, abgerufen am 11. Mai 2009.
53. ↑  Staci D. Kramer: Weblogs.com Rises From the Flames. In: Wired. 23. Juni 2004, abgerufen am 8. August 2008.
54. ↑  Michael Calore: Best Blogfights of 2006. In: Wired. 1. März 2007, abgerufen am 8. August 2008.
55. ↑  Ryan Naraine: VeriSign Acquires Dave Winer's Weblogs.com. In: eWeek.com. 6. Oktober 2005, abgerufen am 8. Mai 2009.
56. ↑  Michael Arrington: Share Your OPML. In: TechCrunch. 7. Mai 2006, abgerufen am 8. Juni 2009.
57. ↑  Dave Winer: Share.opml.org, retired. In: Scripting News. 23. Januar 2008, abgerufen am 8. Juni 2009.
58. ↑  Tim Windsor: Rebooting The News: Dave Winer and Jay Rosen on saving journalism. In: Nieman Journalism Lab. 20. April 2009, abgerufen am 22. Januar 2011.

| Personendaten    | Personendaten                                         |
| ---------------- | ----------------------------------------------------- |
| NAME             | Winer, Dave                                           |
| KURZBESCHREIBUNG | US-amerikanischer Softwareentwickler                  |
| GEBURTSDATUM     | 2. Mai 1955                                           |
| GEBURTSORT       | Brooklyn, New York City, New York, Vereinigte Staaten |